# STS–5
Az STS–5 volt az 5. amerikai űrrepülőgép-program és a Columbia űrrepülőgép 5. repülése. Az űrhajózás történetében először történt, hogy egy űrhajó négy fő legénységgel repült.

## Küldetés
A repülés célja a teljes rendszer világűrkörülmények között történő vizsgáztatása, illetve a szállított műholdak telepítésének végrehajtása. Az első operatív repülés.

## Jellemzői

### Első nap
1982. november 11-én a szilárd hajtóanyagú gyorsítórakéták (SRB) segítségével Floridából, a Cape Canaveral (KSC) Kennedy Űrközpontból, a 39A jelű indítóállványról emelkedett magasba. Orbitális pályája 90,5 perces, 28,5 fokos hajlásszögű, elliptikus pálya-perigeuma 294 kilométer, apogeuma 317 kilométer volt. Felszálló tömeg indításkor 112 088 kilogramm, műveleti tömege a pályán 91 841 kilogramm, leszálló tömeg 7935 kilogramm. Szállított hasznos teher felszálláskor 14 551 kilogramm
A beépített kanadai Canadarm (RMS) manipulátorkar segítségével telepítették a kommunikációs műholdakat: SBS–C (USA) és az Anik C-3 (Kanada). Felkészítés, kiemelés, pozícióba állítás után elengedték, saját hajtóművével geoszinkron pályára álltak.
Az első tervezett űrséta (kutatás, szerelés) az űrhajósok űrbetegsége miatt elmaradt. A személyzet elvégezte az előírt kutatási, kísérleti és tudományos feladatokat. Egy német anyagtudományi kísérlet nem sikerült, mert az akkumulátor lemerült állapotban volt.

### Műszerek
1. Development Flight Instrumentation (DFI) – az űrsikló rendszereinek folyamatos ellenőrzésére telepített műszerrendszer utolsó alkalommal segítette az űreszköz fejlesztését (felszállás, orbitális mozgás, leszállás).
2. Aerodynamic Coefficient Identification Package (ACIP) – az űrsikló aerodinamikai tulajdonságait mérte a repülés ideje alatt,
3. Orbiter Experiment Program (OEX) – az űrsikló aerodinamikai együtthatójának meghatározása,
4. Detailed Supplementary Objective DSO S133 – az űrsikló kiegészítő programjainak ellenőrzése,
5. DSO S134 – kozmikus sugárzás mérése,
6. DSO S142 – az űrhajósok mozgásszervi változásainak mérése,
7. HBT – biotechnológia kísérletek végzése,
8. Passive Optical Sample Assembly (POSA) – az űrsikló passzív adatainak mérése,
9. Monodisperse Latex Reactor (MLR) – részecske-előállító reaktor,
10. Kereskedelmi kísérletet az Elektroforézis (CFES) vizsgálat.

### Műholdak

#### SBS–C
Építette a Hughes Space and Communications Co. (HSC), Kalifornia. Üzemeltető társaság Bussines Satellite System (SBS) (USA).
Geoszinkron pályán álló távközlési műhold, Spin-stabilizált (lendkerekes) típus (HS-376). Hengeres alakú 2,16 méter, teljes magassága (összecsukott állapotban: 2,74 méter) nyitott állapotban 6,58 méter (antennarendszer). Súlya 1117 kilogramm. Felületét fényelemek borították, 2 darab NiCd akkumulátor tárolta az energiát éjszakai üzemmódban. Élettartama, várhatóan 10 év. Technikai felépítése elsősorban a számítógépes adatátviteli sebességet (480 Mbit) biztosította. Antennarendszere biztosította a földi állomások összeköttetését. Orbitális pályája 94 fokos hajlásszögű. A szilárd hajtóanyagú rakétamotor telepítés után 45 perccel segítette a pályára állást. Előző műhold az SBS-2 (1981-096A), következő műhold az SBS-4 (1984-093B). Aktív működési szolgálata 1995. június 1-ig tartott. Üzemideje alatt kémiai hajtóművével több pályakorrekciót végeztek.

#### Anik C–3
Építette a Hughes Space and Communications Co. (HSC), Kalifornia, együttműködve a Spar Aerospace, Toronto. Üzemeltető társaság Telesat, Kanada.
Geoszinkron pályán álló távközlési műhold, Spin-stabilizált (lendkerekes) típus (HS-376). Hengeres alakú 2,16 méter, teljes magassága (összecsukott állapotban: 2,82 méter) nyitott állapotban 6,43 méter (antennarendszer). Súlya 1238 kilogramm. Felületét fényelemek borították, 3 darab NiCd akkumulátor tárolta az energiát éjszakai üzemmódban. Feladata a kanadai belföldi kommunikáció elősegítése. Parabola-antennájának átmérője 1,8 méter. Üzemideje alatt kémiai hajtóművével több pályakorrekciót végeztek. Orbitális pályája 112,5 fokos hajlásszögű. Élettartama várhatóan 10 év. A szilárd hajtóanyagú rakétamotor telepítés után 45 perccel segítette a pályára állást. Előző műhold az Anik D1 5(1982-082A), következő műhold az Anik C2 7 (1983-059B).

#### Ötödik nap
1982. november 16-án Kaliforniában az Edwards légitámaszponton szállt le. Ez volt az első alkalom, hogy leszálláskor betonpályára érkezett az űrrepülőgép. Összesen 5 napot, 2 órát, 14 percet és 26 másodpercet (5,09 nap) töltött a világűrben. 3 397 082 kilométert (2 110 849 mérföld) repült, 81 alkalommal kerülte meg a Földet. Egy különlegesen kialakított Boeing 747 tetején visszatért kiinduló bázisára.

## Személyzet
(zárójelben a repülések száma az STS–5-tel együtt)
- Vance Brand (2), parancsnok
- Robert Overmyer (1), pilóta
- Joseph Allen (1), küldetésfelelős
- William Benjamin Lenoir (1), küldetésfelelős

### Visszatérő személyzet
- Vance Brand (2), parancsnok
- Robert Overmyer (1), pilóta
- Joseph Allen (1), küldetésfelelős
- William Lenoir (1), küldetésfelelős